# Langābād
Langābād (persiska: لنگ آباد, Nāşerābād, ناصر آباد) är en ort i Iran.   Den ligger i provinsen Kerman, i den sydöstra delen av landet, 1 000 km sydost om huvudstaden Teheran. Langābād ligger 508 meter över havet och antalet invånare är 521.
Terrängen runt Langābād är platt åt sydost, men åt nordväst är den kuperad.Runt Langābād är det glesbefolkat, med 8 invånare per kvadratkilometer. Närmaste större samhälle är Kūtak-e Vasaţ, 17,7 km sydväst om Langābād. Trakten runt Langābād är ofruktbar med lite eller ingen växtlighet.